# Cléopâtre VI Tryphaena
Pour les articles homonymes, voir Cléopâtre.
Cléopâtre VI Tryphaena (ou V) ou Tryphène (La Magnifique) est reine d’Égypte. Elle est née entre 100 et 95 av. J.-C. Selon les sources, elle serait soit la fille de Ptolémée IX Sôter II et de la reine Cléopâtre IV, soit celle de Ptolémée X Alexandre Ier et de la reine Bérénice III Cléopâtre Philopator. Cette dernière hypothèse est pratiquement admise aujourd'hui par la majorité des spécialistes[réf. nécessaire].
Sa date de naissance est incertaine, elle est fondée sur la conviction qu'elle fut la mère de tous les enfants de Ptolémée XII. L'aînée, Bérénice IV, étant née entre 79 et 75 av. J.-C. (on trouve souvent 76 av. J.-C.), il est peu probable que Cléopâtre VI soit née bien après le milieu des années 90 av. J.-C. Le plus jeune enfant, Ptolémée XIV, est né en 60-59 av. J.-C., il est donc là aussi peu probable que Cléopâtre VI soit née bien avant 100 av. J.-C. La fourchette 100/95 av. J.-C. semble l'estimation la plus probable. 
Le 17 janvier 79 av. J.-C., elle épouse Ptolémée XII Philopator II  Philadelphe (80/58 av. J.-C. et 55/51 av. J.-C.). Elle est corégente avec lui jusqu'à ce qu'elle soit démise de ses fonctions par son époux, qui lui retire la corégence entre le 8 août et le 1er novembre 69 av. J.-C.
Début 58 av. J.-C., les Romains s'emparent de Chypre, où régnait Ptolémée Eupâtor de Chypre, le frère de Ptolémée XII. L'absence de réaction de ce dernier entraîne le mécontentement de la population d'Alexandrie qui se révolte. Elle porte sur le trône, en juin 58, sa fille Bérénice IV Cléopâtre Épiphane avec son mari Archélaos (ou Archélaus) et Cléopâtre VI. Cléopâtre VI ne règne conjointement avec Bérénice IV que pendant un an, de juin 58 à sa mort le 1er septembre 57 av. J.-C.
Certains spécialistes attribuent Bérénice IV, Arsinoé IV, Ptolémée XIII et Ptolémée XIV à une autre épouse de Ptolémée XII (inconnue par ailleurs).